# プロパガンダの手法

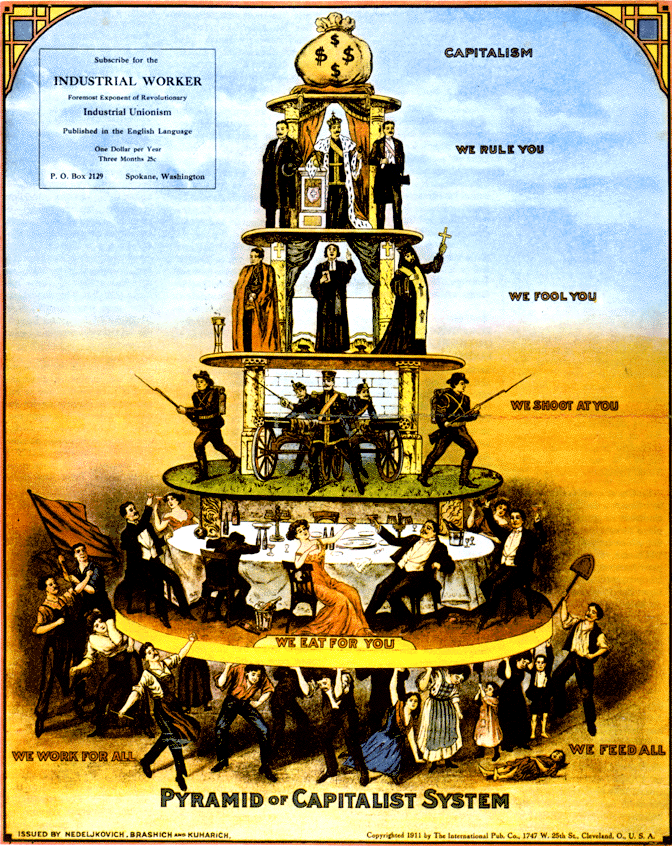
反資本主義のプロパガンダ

プロパガンダの手法とは、プロパガンダにおいて、信じさせたいことを聴衆に信じ込ませるために用いられる手法である。多くの手法は、社会心理学的な知見に支えられている。論理的誤謬や、支配的行動（Controlling behavior）の手法としても分類される。

## 一般的な性質

### 定義
ガース・ジョウェットとビクトリア・オドネル両氏は、彼らの著書『Propaganda and Persuasion』の中で、プロパガンダを「望ましい反応を得るために、人々の知覚を形成し、認知を操作し、行動を指示する意図的かつ体系的な試み」と定義している。ハロルド・ラスウェルの定義は、さらに技術的な側面に的を絞っている。 
最も広い意味でのプロパガンダは、表現を操作することで人々の行動に影響を与える手法である。用いられる表現は、口頭言語、書記言語、視覚表現、あるいは聴覚表現の形をとることがある。
これらの「操作」は、組織的な場合もあれば、非組織的な場合もあり、意識的な場合もあれば、無意識的な場合もあり、政治的または社会的な動機に基づくものもある。そして、この「操作」という概念は、世論を操作するための組織的な「国家プロパガンダ」（エドワード・バーネイズ）から、無意識のうちに操作されたいという欲求や自己操作によって、個人が社会的に期待される思考や行動へと適応させられるような「社会学的プロパガンダ」（ジャック・エリュール）にまで及ぶ。
非プロパガンダからプロパガンダへの移行は流動的である。効果的な操作は、その効果を発揮するために非操作的に見える文脈への組み込みを前提としている。それゆえ、非操作的文脈で行われていたとしても、「コミュニケーション行為」自体の操作的な性質を否定するものではない。

### 分類
プロパガンダは、世論操作の一形態として理解されている。記号の記号論的な操作がその本質的な特徴とされる（「プロパガンダは記号を主たる手段とする操作形態である」）。
プロパガンダはコミュニケーションの特殊な形態であり、コミュニケーション研究、特にメディア操作に焦点を当てたメディア影響研究で研究されている。プロパガンダは、表現の歪曲と操作によって特徴づけられる特定の種類のコミュニケーションである。

### 操作とメディア
プロパガンダメッセージを伝達するために使用されるものには、ニュース報道、政府報告書、歴史修正、ジャンクサイエンス、書籍、ビラ、映画、ソーシャルメディア、ラジオ、テレビ、ポスターなどがある。今日ではあまり一般的ではないものとしてカウ・ポスト封筒があるが、その例は南北戦争の時代から現存している。ラジオやテレビの場合、プロパガンダはニュース、時事問題番組、トーク番組のコーナー、広告や公共広告などのCM、あるいは長期間にわたる広告番組として見られる。プロパガンダキャンペーンは、ターゲットグループを教化するためにしばしば戦略的な伝達パターンに従う。これは、飛行機から投下されたビラや広告といった単純な伝達から始まることがある。一般的に、これらのメッセージには、ウェブサイト、ホットライン、ラジオ番組などを通じて、より多くの情報を得る方法の案内が含まれている。その戦略は、強化（動機付け）によって情報受領者から情報探索者へと、教化を通じて情報探索者からオピニオンリーダーへと受け手の立場を移行させることを意図している。

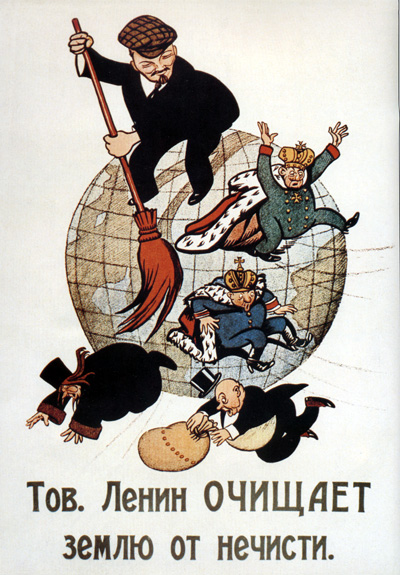
「同志レーニンが地球の汚れを一掃する」ヴィクトル・デニ著、1920年11月

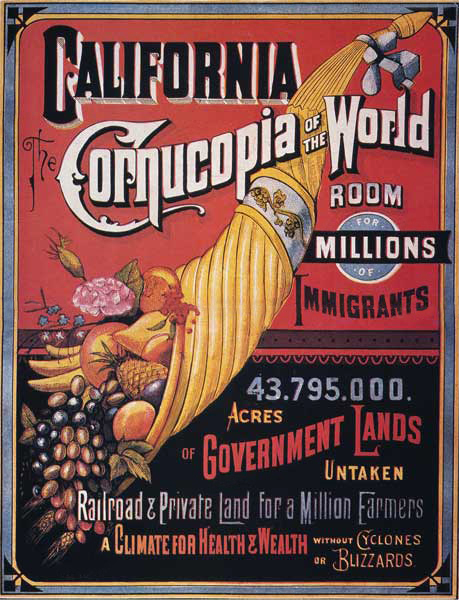
移民にカリフォルニアへの移住を促すプロパガンダ、1876年

情報伝達戦略は、宣伝メッセージと組み合わせることで初めて宣伝戦略となる。これらのメッセージを識別することは、それらのメッセージが広められる方法を研究するための必要な前提条件である。

### 心理学的側面
いくつかのテクニックは、政治心理学、特に群衆心理学 、社会心理学、そして認知の歪みの研究を含む認知心理学の範囲内で、心理学的に分類され、分析され、解釈されている。
テオドール・W・アドルノは、ファシストのプロパガンダの特徴として、服従や極端な攻撃性といった特性を特徴とする権威主義的パーソナリティとの同一化を助長すると記している(p17)。
政治的および軍事的紛争に関して、プロパガンダは心理戦や情報戦の一部と見なされており、これらはハイブリッド戦争やサイバー戦争の時代において特に重要性を増している。

### 論理とレトリック
プロパガンダは心理的効果を持つものであるが、論理的に無効な議論を用いるため、いくつかのテクニックは論理的誤謬として分類される。
修辞学や弁証法において、それらは詭弁、計略、そして論争術の策略と見なされる。

## 具体的な手法

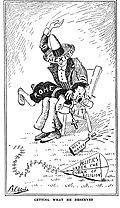
「自業自得」アメリカの反カトリック漫画『Heroes of the Fiery Cross 』より、1928年

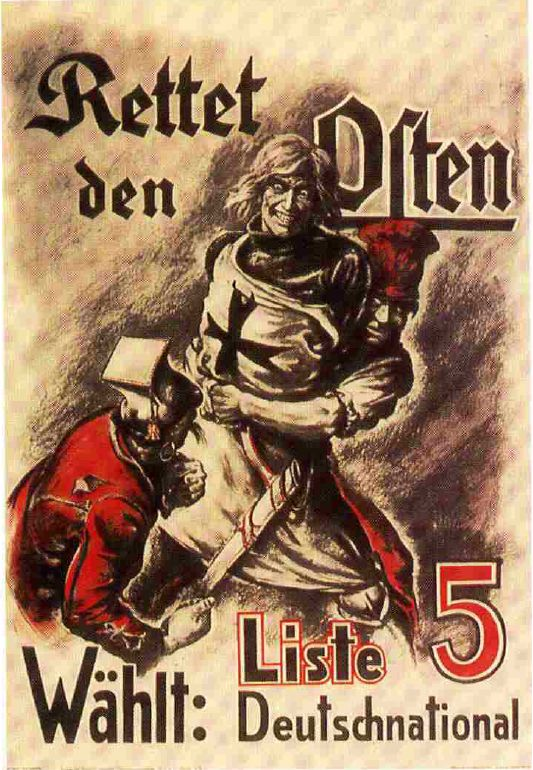
1920年総選挙時の国家人民党によるポスター。東方の敵と相対するチュートン騎士（ドイツ）を背後から社会主義者が妨害している。

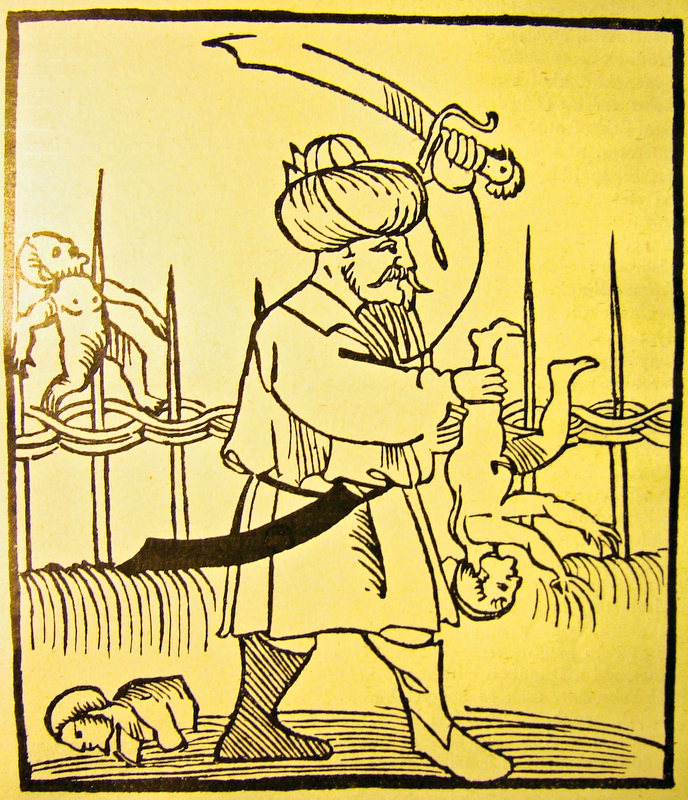
16世紀、オスマン・トルコとのヨーロッパ戦争中にドイツで作られた反イスラム・プロパガンダ。

ジェームズ・フラッグによる第一次世界大戦のポスター。このポスターは、第一次世界大戦と第二次世界大戦の両方でアメリカ陸軍への兵士募集に使用された。

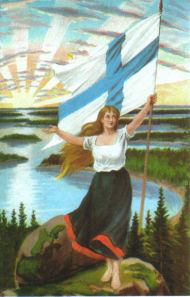
スオミネイト-フィンランドのナショナリズムの象徴

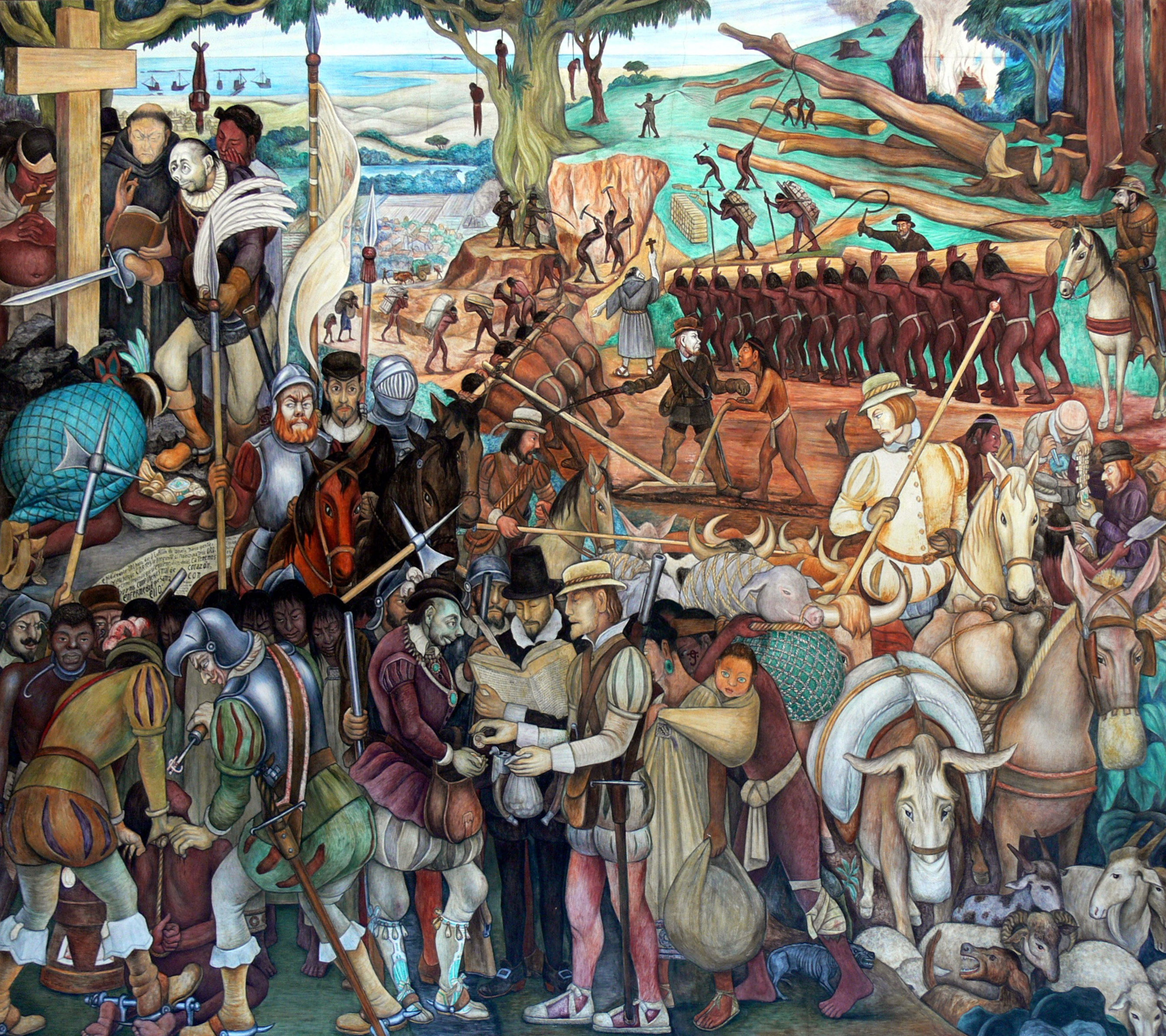
"メキシコシティ国立宮殿、「征服またはエルナン・コルテスのベラクルス到着」、1951年作。ディエゴ・リベラの政治壁画は、黒い伝説の現代的な解釈を描写している。

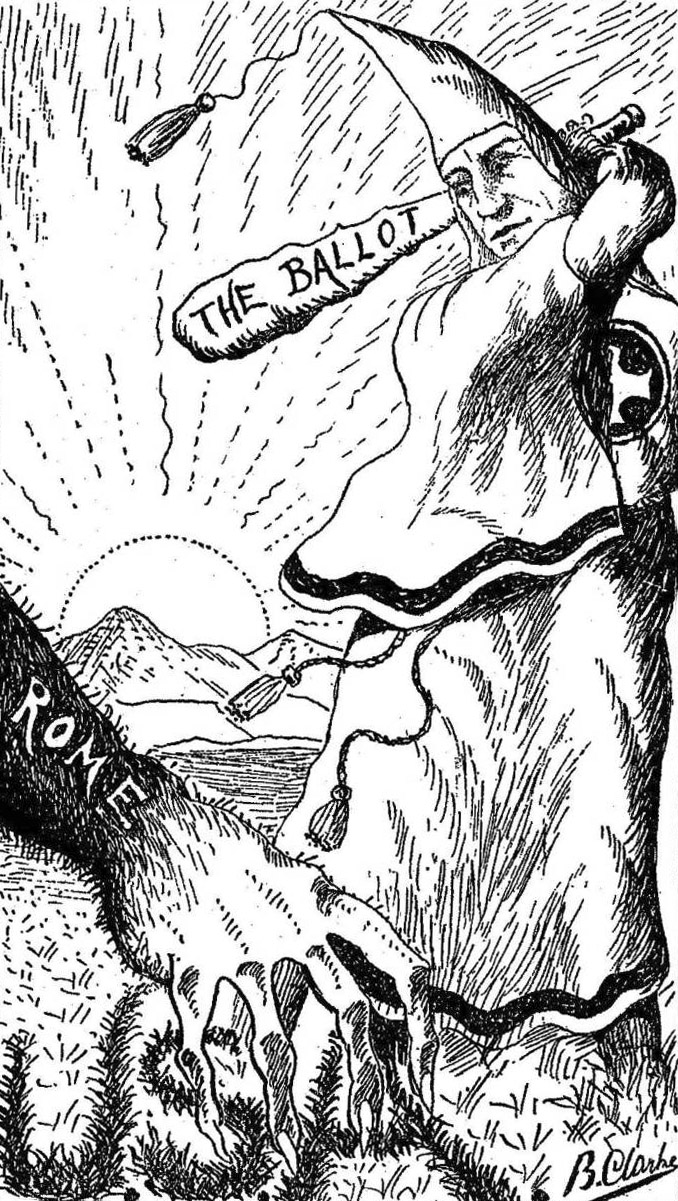
ブランフォード・クラーク牧師によるイラスト。アルマ・ホワイト主教著『Heroes of the Fiery Cross』より。 1928年、ニュージャージー州ザレファスのピラー・オブ・ファイア教会より出版。

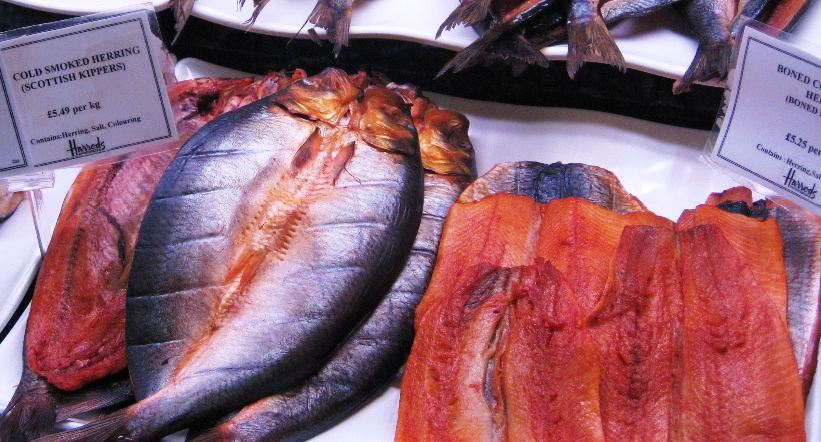
1807 年、ウィリアム コベットは、狩猟犬の訓練において燻製ニシンがどのように使用されるかを書いた。この作り話が、語の起源になったとされている。

ナショナリストのスローガン「ブラジルを愛するか、去るか」は、ブラジル軍事政権（1964年-1985年）中によく使われた。

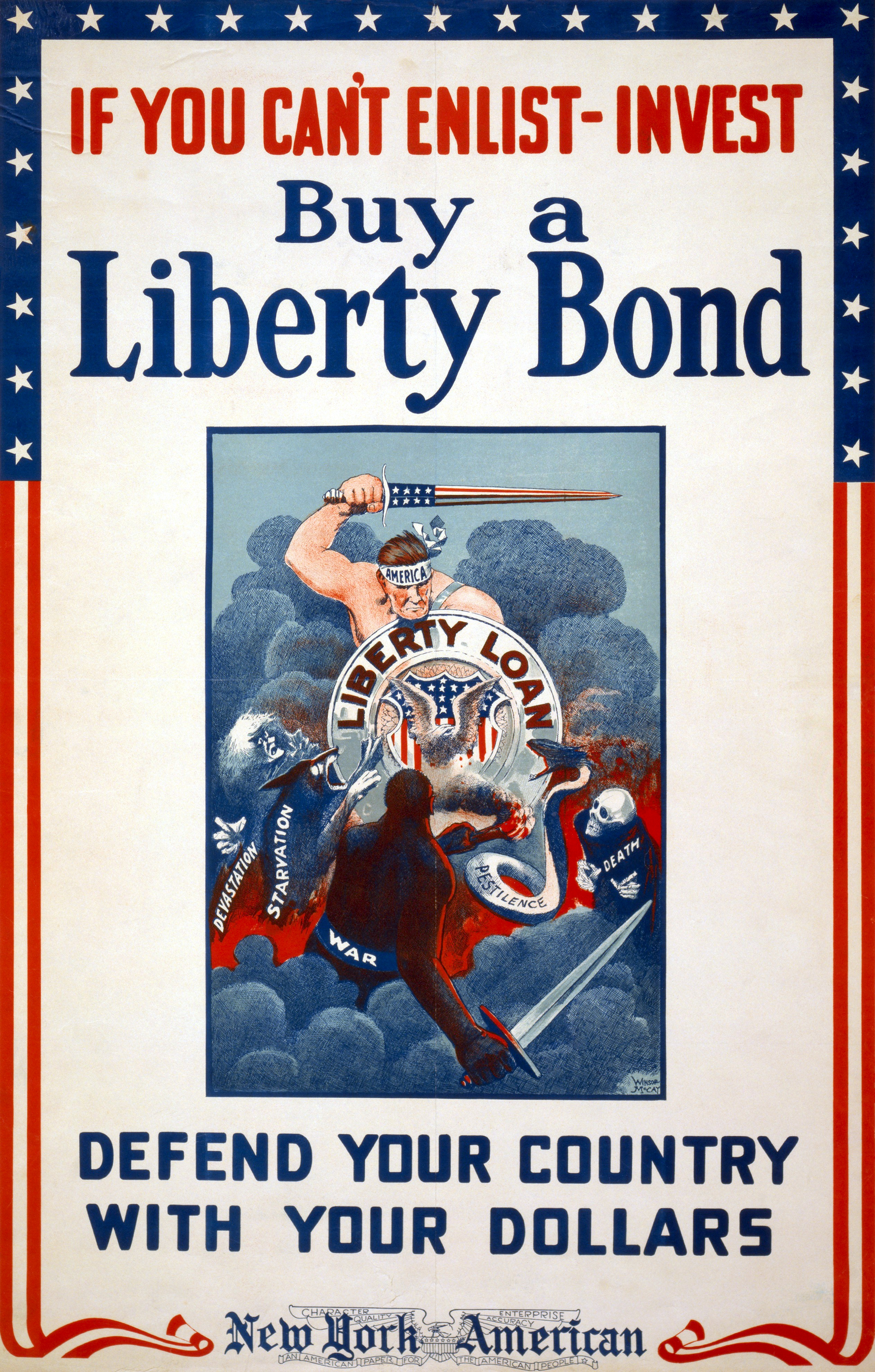
ウィンザー・マッケイによる第一次世界大戦のポスター。アメリカ人にリバティ債の購入を促している。

プロパガンダに利用される手法の多くが特定されている。
対人論証
主張内容に反論するのではなく、主張した論者の属性を攻撃する手法。
アド・ノージアム
ある考えを絶え間なく反復する手法。ある考え、例えば単純なスローガンであっても、何度も繰り返されることで真実として受け止められるようになることがある。このアプローチは、宣伝者がメディアを制限または統制する状況下で、より効果的に機能する。
アジェンダ設定
「（ニュースメディアの）公共の議題の重要性に影響を与える能力」のこと。あるニュース項目が頻繁かつ目立つように報道されると、受け手はその問題をより重要だと見なすようになる。
アルゴリズムバイアス
インターネットにおける体系的バイアス。プロパガンダを増幅するツールの役割を果たす。コンテンツモデレーション（投稿監視）、情報フィルタリングシステム、AIアラインメント、パーソナライズ検索、あるいはレコメンドシステムなどで、特定のメッセージに対し有利または不利に作用する。
権威に訴える論証
立場、考え、議論、または行動方針を正当化するために著名な人物を引き合いに出す手法。
恐怖に訴える論証
人々に不安やパニックを植え付けることによって、支持を得ようとする手法。例えば、ヨーゼフ・ゲッベルスは、ユダヤ系アメリカ人テオドール・カウフマンの著書『Germany Must Perish!』を利用し、連合国がドイツ国民の絶滅を企図していると主張した。
偏見に訴える論証
意味深長な言葉や感情的な言葉を用いることで、主張された内容を信じる行為に、価値や道徳的な善を付与する手法。
衆人に訴える論証
多くの人が支持していることを根拠に説得を行う手法。バンドワゴン効果が利用される。ターゲットとなる聴衆に対し、「他の誰もが取っている行動」に加わるよう説得するために用いられる。具体的には下記のような方法がある。
- 必勝の訴え（Inevitable Victory）:まだ多数派に加わっていない人々に対し、「すでに確実な勝利への道を歩んでいる」者たちに加わるよう誘う。すでに同調している、あるいは少なくとも部分的に同調している人々に対しては、そのまま留まることが最善の行動方針であると安心させる（例：「議論は終わった。重要なほとんど全員が私に同意している。」）。

- 「みんな」に加われ（Join the Crowd）:人々の「勝ち馬」に乗りたいという生来の欲求を強化する。この方法は、ある計画が抵抗しがたい大衆運動の表れであり、それに加わることが自分たちにとって最も有利であると聴衆を納得させるために用いられる。

美しき人々
有名人を取り扱ったり、魅力的で幸せそうな人々を描写するようなタイプのプロパガンダ手法。これは、もし人々がその製品を購入したり、ある思想に従ったりすれば、彼らも同様に幸せになったり成功したりするだろうと示唆する（これは政治的な目的よりも、製品の広告で多く用いられる）。
商業広告のために、性的興奮が利用されることもある。例えば、男性をターゲットとするオートバイブランドの広告で、性的な欲求を刺激して製品をより魅力的に見せるため、広告内に性的に魅力的なビキニ姿の女性が登場する場合など（「広告における性的アピール」を参照）。ただし、いくつかの証拠は、ターゲットオーディエンスが製品自体よりも広告内の性的に魅力的な人物に注目しすぎる可能性があるため、性的魅力を使って製品を売ることは成功しない可能性があることを示唆している。
大きな嘘
一連の複合的な出来事を繰り返し表明する手法。その後の行動を、「その出来事」に基づくものとして正当化するために用いられる。これらの出来事の記述には真実の要素が含まれており、それに「大きな嘘」が融合し、最終的には根底にある出来事に対する国民の正確な認識に取って代わる。例えば、第一次世界大戦の敗北は「背後からの一突き」が原因だったという説明が、ナチスによる再軍備政策と復讐主義を正当化した。
誤った二分法
2つの選択肢のみを提示し、一方がより良い選択肢であるかのように宣伝する手法（例:「我々の味方をするのか、敵の味方をするのか」）。
チェリー・ピッキング（カードスタッキングとも呼ばれる）
望ましい結論のために都合の良い肯定的事例のみを宣伝し、否定的事例や矛盾する事実は無視または軽視する手法。連合国遠征軍最高司令部心理戦部門の英国副部長リチャード・クロスマンは、「優秀なプロパガンダ作家をプロの嘘つきと考えるのは全くの誤りである。優秀なプロパガンダ作家とは、真実、あるいは自分の目的に必要な真実の選択を語り、受け手がプロパガンダを受け取っているとは思わないような方法で語る人物である…（中略）プロパガンダの技術は嘘をつくことではなく、必要な真実を選択し、それを聴衆が聞きたい真実と混ぜて伝えることである」と述べた。
古典的条件づけ
人間を含むすべての脊椎動物は、古典的条件づけ（パブロフ型条件づけ）に反応する。つまり、ある事柄Aが常に別の事柄Bと同時に存在し、その事柄Bが身体的な反応（例えば、嫌悪感や快感など）を引き起こす場合、Bがない状態でAだけが提示されても、同じ反応が経験されるようになる。
認知的不協和
人々は一貫した状態であることを望む（一貫性の原理）。例えば、ある世論調査員が、ある層の人々が上院議員候補を嫌っている一方で、俳優Aを好んでいることを発見したとする。彼は人々の矛盾を許容できない性質を利用して、俳優Aがその候補を支持していると宣伝し、人々の考えを変えようとする。その結果、人々はその俳優を嫌うか、あるいはその候補を好きになるかのどちらかを選択せざるを得なくなる。
庶民派
「庶民派」または「一般人」的なアプローチは、プロパガンダを行う側の人物が人々の常識を共有していると聴衆に納得させようとする手法である。これは、対象とする聴衆に馴染んだマナーやスタイルでコミュニケーションをとることで、聴衆の信頼を得ることを目的としている。プロパガンダを行う側は、日常的な言葉遣いや態度を用い（そして、対面や視聴覚的なコミュニケーションを通してメッセージを伝達し）、自らの視点を一般人の視点と結びつけようとする。この種のプロパガンダの典型的な例は、政治家が選挙活動中、裏庭や店で日常的なことをしている場面である。こうしたイメージは、一般の人々に強く訴えかける。この「庶民派」の手法を用いることで、プロパガンダを行う側は、いかにも外国人風であったり、知的な話し方、言葉遣い、態度に対して反感や不信感を抱いたりする人々の信頼を勝ち取ることができる。
個人崇拝
個人崇拝は、マスメディアによる無条件のお世辞や賞賛を通して、ある特定個人の理想化された英雄的な公共イメージを作り出すことから生じる。そして、その作られた英雄的人格は、プロパガンダを行う者が推進したい立場を擁護する機能を果たす。現代のプロパガンダを行う者は、自らの思想や製品を宣伝するために人気タレントを雇用する。
敵の悪魔化
敵対する国家の個人、異なる民族集団の個人、または対立する視点を支持する人々を、示唆や虚偽の告発を通じて、非人間的、価値のない存在、あるいは不道徳な存在であるかのように見せる手法。例えば、ベトナム戦争時代に南ベトナム解放民族戦線（通称ベトコン）の兵士に対して使われた蔑称「gooks」など。「非人間化」（Dehumanizing）は、「悪魔化」（demonizing）の同義語として使われることもあるが、後者（悪魔化）は通常、前者（非人間化）の一側面として機能する。
士気低下
敵対者の戦意を弱め、降伏や離脱を促すプロパガンダ手法。
ディクタッド
画像や間投詞を含む言葉を用いて、視聴者が取るべき行動を明確に伝える手法。他の選択肢を排除することで、意思決定プロセスを簡素化することを目的としている。第一次世界大戦時にアメリカの募兵で用いられたアンクル・サムの「I want you」というポスターは、この手法の一例。権威者の名において命令を出す場合、権威に訴える論証と重なることもある。
偽情報
個人または組織の出来事や行動について虚偽の記録を残す目的で、公的記録の情報を作成または削除すること。これには、写真、映画、放送、録音、印刷文書の完全な偽造が含まれる。
ドア・イン・ザ・フェイス
人々の許容範囲を広げるために用いられる。販売員が商品を100ドルで販売したいとき、販売員はまず商品をより高い価格（例えば200ドル）で提示し、その後、お得感を出すために価格を100ドルに下げる手法がこれに当たる。
偽悪語法
否定的な表現をあえて用いる技法。婉曲法の反対。
婉曲法
否定的な表現の代わりに、一般的に無害な言葉や表現を用いる技法。
多幸感（ユーフォリア）
陶酔や幸福感を生み出す出来事を利用したり、士気を高めるために魅力的な出来事を利用する。多幸感は、祝日を宣言したり、高級品を利用可能にしたり、軍楽隊と愛国的なメッセージを伴う軍事パレードを実施したりすることで作り出すことができる。
誇張法
誇張法（または誇大表現）は、ある発言の最も根本的な側面は真実であるものの、ある程度までしか真実ではないような表現手法である。「真実を誇張する」、つまり何かを実際よりも強力、有意義、または現実的に見せかける。例えば、実際には7、8個しか春巻きを食べていないのに、20個食べたと言うのは誇張である。
虚偽の告発
真実でないあるいは事実によって裏付けられない不正行為の主張や申し立てのこと。 これらは、日常生活の非公式的な文脈で、あるいは準司法的、司法的な文脈で用いられることがある。
FUD
人々の信念を揺るがすことを目的に設計された否定的かつ疑わしい/虚偽の情報を拡散することで、世間の認識に影響を与えようとする試み。
虚偽の放水
真実性や一貫性を顧みず、複数のチャンネル（ニュースメディアやSNSなど）を通じて大量の不正確なメッセージを、迅速に、繰り返し、継続的に発信するプロパガンダの手法。
旗振り
ある行動を取るとき、それが愛国的であるとか、国や集団、または思想に利益をもたらすといった理由づけによって、その行動を正当化しようとする試み。この手法が喚起しようとしている「愛国心」は、必ずしも問題となっている事柄を合理的に検証する能力を減退させたり、完全に失わせる機能を果たすものではない。
集中砲火
一般的な前提に同意しなかったり、疑問を投げかけたりする組織や個人の信用を失墜させようとする取り組み。
フット・イン・ザ・ドア・テクニック
採用担当者やセールスマンがよく用いる手法。例えば、AがBに近づき、花をピンで留めたり、ちょっとした贈り物を渡したとする。BはAに対して心理的な借りを作ることになる。Aは最終的に、より大きな（例えば、寄付やより高価なものの購入などの）頼み事をする。Bは、そのより大きな頼み事を承諾したり、より高価な贈り物を購入したりすることで、報いなければならないと感じてしまう。AとBの間にはすでに暗黙の契約が結ばれているのである。
フレーミング
フレーミングとは、多くの場合、マスメディア、政治運動や社会運動、政治指導者、その他の主体や組織によって行われる、社会現象の社会的構築のことである。これは言葉やフレーズの意味に関する個人の認識に、選択的な影響を与える避けられないプロセスである。
ガスライティング
執拗な否定、誤導、矛盾、嘘を用いて、標的の個人またはグループに疑念の種をまき、自分自身の記憶、認識、正気、規範に疑問を抱かせる手法。
ギッシュ・ギャロップ
討論中に、政治的対立者に対して複雑な質問を立て続けに浴びせかけ、相手が何を言っているのか理解していないように見せかける手法。
きらびやかな一般論
製品やアイデアに対して感情的に訴えかける表現を用いながら、具体的な議論や分析を提示しない手法。この手法は、 バーナム効果とも呼ばれる（例：広告キャンペーンのスローガン「フォードはより良いアイデアを持っている！」）。
連座の誤謬 または ヒトラー論法
この手法は、あるアイデアや行動を対象として、ターゲットとなる聴衆が憎み、恐怖し、または軽蔑する集団に人気があることを示唆することで、その行動やアイデアを認めさせないように説得するために用いられる。例えば、ある政策を支持する集団が、望ましくない、破壊的、あるいは軽蔑すべき集団が同じ政策を支持していると説得されると、その集団のメンバーは当初の立場を変える可能性がある。この手法は、「AはXを含む、BもXを含む、したがってA=Bである」という、誤推論を利用している。

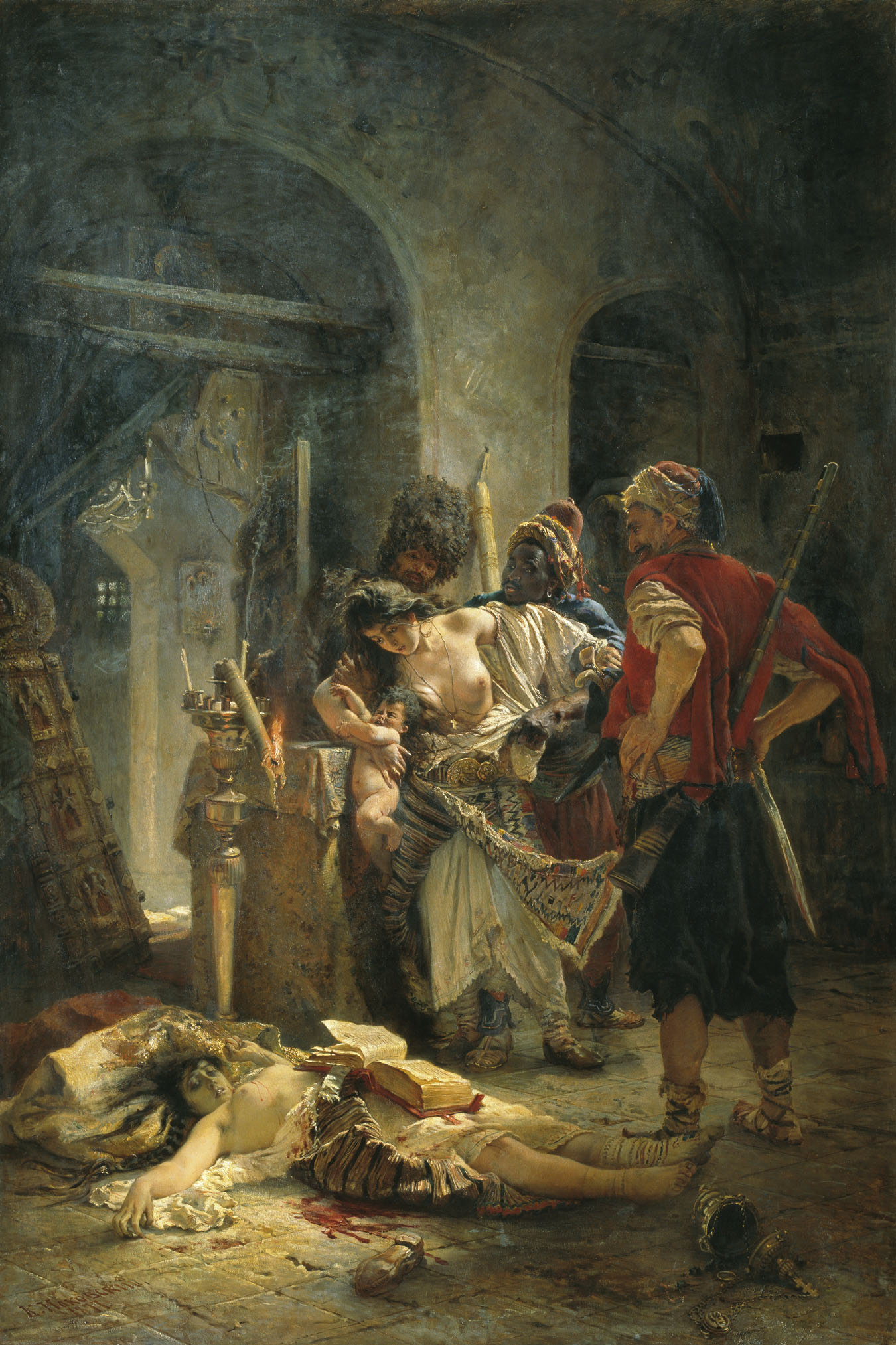
1877年、ロシアの画家コンスタンティン・マコフスキーが描いた「ブルガリアの殉教者」。前年の四月蜂起を鎮圧したオスマン・トルコ軍によるブルガリア人女性の強姦を描いたもので、ブルガリア人解放を謳った露土戦争 (1877年-1878年)への国民的支持を集めるきっかけとなった。

半分の真実
半分の真実とは、真実の要素を含む欺瞞的な記述である。いくつかの形態があり、記述の一部が真実である場合、記述全体が真実であるものの全体の一部にすぎない場合、または不適切な句読点や二重の意味などの欺瞞的な要素を利用している場合などがある。特に、欺瞞、回避、非難、または真実の歪曲を意図する場合に用いられる。
情報過多
「情報過多は秘密保護と同じ効果を持ち得る。特に今日の民主主義において、短期的には、より効果的であると見なされるかもしれない」「情報過多が発生すると、意思決定の質の低下が起こる可能性が高い」「現代技術によってもたらされる情報の氾濫は[...]受け手を受動的にする脅威がある。過多は無関心を促す」。
曖昧語法
一般的な表現は、聴衆が独自の解釈をできるように意図的に曖昧にされる。その目的は、有効性を分析したり、妥当性や適用性を判断しようとしたりすることなく、未定義のフレーズを使うことで聴衆の心を動かすことである。明確な考えを単に提示するのではなく、聴衆が独自の解釈を導き出すように仕向ける。プロパガンダを「理解」しようとする中で、聴衆は提示された考えへの判断を放棄する。それらの妥当性、合理性、適用性は依然として考慮されるかもしれない。
レッテル貼り
プロパガンダを行う側が特定の理想に対して知覚される質、信頼性、または信憑性を高めようとするとき、婉曲法が使われる。プロパガンダを行う側が、個人の信用を傷つけたり、知覚される質を低下させたり、知覚される正当性を損なわせようとするとき、偽悪語法が使われる。集団に「ラベル」「カテゴリー」「派閥」を付与することで、実際に法的な名誉毀損を負うことなく、個人を持ち上げたり、中傷したりすることができるため、これらの大きな組織を見せしめにすることがはるかに容易になる。レッテル貼りは、別の論理的誤謬である連座の誤謬のサブセットと考えることができる。
受容範囲
ある人物のメッセージが個人や集団にとっての「受容範囲外」にある場合、ほとんどの手法は心理的リアクタンス（メッセージを聞くほどに、さらにそれが受け入れられなくなる状態）を生み出す。相手の受容範囲を広げるための手法が2つある。1つは、より穏健な立場をより受け入れやすく思わせるような、さらに極端な立場をとることである。これはドア・イン・ザ・フェイス・テクニックと似ている。もう1つは、自らの立場を受容範囲のギリギリまで穏健化し、その後、時間をかけて徐々に以前の立場へと移行していく方法である。
限定的開示
秘密工作の専門家などが用いる手法。秘密のベールが引き裂かれ、偽りの作り話によって大衆を誤解させることがもはや不可能になったとき、彼らは、事件の重要で不利な事実をなんとか隠し通すため、真実の一部を認める、時には自ら進んでそれを認めるという手段に訴える。
含みのある言葉（loaded language）
聴衆に影響を与えるために、強力な感情的含意を持つ特定の単語やフレーズを用いる手法。例えば、「変化（changes）」のような中立的な言葉の代わりに、「改革（reforms）」という言葉を使用するなど。
ラブ・ボミング
グループのメンバーが、相手を既存の社会的支援から切り離し、代わりにグループのメンバー全体で意図的に愛情を大量に注ぎ込むことで、以前の信念や価値観からその人を孤立させようとする手法。カルトやイデオロギーの勧誘に使われる。
嘘と欺瞞
嘘と欺瞞は、対人論証、大きな嘘、中傷、ドア・イン・ザ・フェイス、半分の真実、罵倒、その他不正や欺瞞に基づくテクニックを含む、あらゆるプロパガンダ手法の基礎になり得る。例えば、多くの政治家は、真実を歪曲したり、歪曲したりすることがしばしばある。
ニュースの操作
アドルフ・ヒトラーによると、「どんなに輝かしいプロパガンダ手法も、一つの根本原則を常に念頭に置かなければ成功はしない。それは、いくつかの点に限定し、それらを何度も繰り返し続けることである。」この考えは、古典的条件付けの原則、および「メッセージを維持する」という考えと一致している。
環境統制
社会的圧力を用いて社会的環境や思想をコントロールしようとする試み。
最小化
最小化は誇張の反対である。完全な否定が不可能な状況において用いられる、否認と合理化を組み合わせた欺騙の一種である。
モデリング
モデリングとは、模倣を通した学びのことである。例えば、魅力的な人が商品を購入したり、立場を支持したりするのを見ることで、その人は商品を購入したり、立場を支持したりするようになる。
罵倒
プロパガンダを行う者は、聞き手に恐怖心を煽り、偏見を抱かせるために「罵倒」を用いる。その目的は、プロパガンダを行う側が非難したい集団や信念、あるいは思想に対して、聞き手に否定的な意見を抱かせることである。この手法は、事実を公平に吟味することなく、問題について結論を引き出すことを意図している。つまり、悪口は、ある思想や信念そのものに反論する、合理的かつ事実に基づいた議論の代替手段となるのである。
非論理的帰結
論理的誤謬の一種で、根拠のない議論から結論を導き出す。すべての無効な議論は、非論理的帰結の特殊なケースと見なすことができる。
過度な単純化
好ましい一般論を用いて、複雑な社会的、政治的、経済的、または軍事的問題に対する単純な答えを提供する手法。
部分的な真実の使用
真実の記述を意図して選択的に用い、誤解を誘う手法。
パンセ・ユニーク
過度に単純化されたフレーズや主張によって、議論を強制的に縮小する手法（例：「戦争以外の選択肢はない」）。
文脈を無視した引用
引用を選択的に編集することで元の意味を変える手法。対立候補や反対の政治的見解を貶めることを目的とした政治ドキュメンタリーでは、しばしばこの手法が用いられる。
合理化
個人や集団は、疑わしい行為や信念を正当化するために都合の良い一般論を用いることがある。漠然とした好ましいフレーズが、しばしばそうした行為や信念を正当化するために用いられる。
燻製ニシンの虚偽
説得力がある一方で、本論には関係のないデータや問題を提示し、それが議論を正当化すると主張する手法。
反復法
特定のシンボルやスローガンを繰り返し使用し、観客に記憶させる手法。ジングルや、映像／シーンのほぼすべてのものに配置された画像という形をとることもある。また、プロパガンダ作品において、サブリミナル効果のあるフレーズ、画像、その他のコンテンツを使用することも含まれる。
スケープゴート
特定の個人または集団に責任を押し付けることで、本当に責任がある当事者の罪悪感を軽減したり、非難が向けられている問題から注意をそらしたりする手法。
意味飽和
この手法は、損害を与える見出しや発言の抜粋の影響を軽減する目的で使用される。例えば、将来的に「賄賂」に関する記事が損害を与える可能性がある場合、些細な告発に対して「賄賂」という言葉を繰り返し使用することで、その言葉自体がより一般化され、遭遇したときにすぐに無視されるようになる可能性がある。
スローガン
スローガンとは、レッテル貼りやステレオタイプ化を含むこともある、簡潔で印象的なフレーズである。スローガンは理にかなった考えを裏付けるために用いられることもあるが、実際には感情的な訴えとしてのみ機能する傾向がある。例えば、米国によるイラク侵攻と占領に反対する人々は、「血と油」というスローガンを用いて、侵攻とその犠牲はイラクの石油資源を目的として生じたものと示唆する。一方、米国はイラクでの戦闘を継続すべきだと主張する支持者は、「切り捨てて逃げる」というスローガンを用いて、撤退は卑怯で弱腰な行為だと示唆する。同様に、「不朽の自由」や「大義」といった軍事作戦の名称も、人々に影響を与えるために考案されたスローガンとみなすことができる。
中傷戦術
否定的なプロパガンダを広めることで、評判を傷つけたり疑問視させたりする手法。個人にも集団にも適用できる。
ステレオタイプ化、罵倒またはレッテル貼り
この手法は、プロパガンダキャンペーンの対象を聴衆が恐れたり、憎んだり、嫌悪したり、望ましくないと感じるようにレッテルを貼ることで、聴衆の偏見を煽るために用いられる。例えば、外国や社会集団に関する報道は、属する国や集団全体を代表するものではないにもかかわらず、読者が期待するステレオタイプな特徴に焦点を当てる場合がある。そのような報道はしばしば逸話的なものに焦点を当てる。グラフィックプロパガンダ、特に戦争ポスターでは、敵をステレオタイプな人種的特徴で描写することがある。
藁人形論法
藁人形論法とは、相手の立場を誤って表現することに基づく非形式的誤謬である。表面的には似ている主張（「藁人形」）をでっちあげ、それを反駁することで、元の立場を実際に反駁することなく、命題を反駁したかのような錯覚を生み出す。
推薦文
推薦文は、尊敬される人物や権威による公的な承認をプロパガンダメッセージに与える。対象となる聴衆に権威との同一視を促し、権威の支持する意見や信念を自分自身のものとして受け入れさせることを目的とする。特定の政策、行動、プログラム、または人物を支持または拒否する際などに使用される。
第三者手法
この手法は、人々が利害関係を持つ人物からの主張よりも、一見独立している情報源からの主張を受け入れやすいという原理に基づいている。これは広報会社が一般的に用いるマーケティング戦略であり、メディアの「口」を通して事前に練られたメッセージを発信する。第三者を利用する手法には、ジャーナリストを雇って組織に好意的な報道をさせることから、組織内の科学者を使って偏った発見を公衆に提示させることまで、様々な形態がある。多くの場合、アストロターフ・グループやフロント団体がメッセージの伝達に利用される。
思考停止のクリシェ
認知的不協和を鎮めるために用いられる一般的なフレーズ（例：「すべて順調です」）。「含みのある言葉」の一形態。
転移
「連想法」としても知られるこの手法は、ある人物、団体、物、あるいは価値観の、肯定的または否定的な性質（賞賛または非難）を、別の人物、団体、物、あるいは価値観に投影させる。これにより、対象をより受け入れやすくしたり、あるいは信用を失墜させたりするものである。受け手の感情的な反応を喚起し、認識された権威と同一視するように刺激する。この手法は視覚的な要素が強く、シンボル（例えば、元々は健康と繁栄のシンボルであったナチス・ドイツの卍など）を他の視覚イメージに重ねて用いることが一般的である。
暗黙の仮定
この手法は、ある概念が明示的に述べられると、プロパガンダの信頼性が低くなる場合に用いられる。代わりに、その概念は仮定として繰り返されるか、あるいは暗示される。
美徳語
対象となる聴衆の価値体系において、人物や問題に結びつけられることで肯定的なイメージを生み出す言葉。平和、希望、幸福、安全、賢明なリーダーシップ、自由、真実などが該当する。多くの人が信仰心を美徳と捉えているため、信仰心との関連づけは特に効果的である。
そっちこそどうなんだ主義（Whataboutism）
「お前だって論法」という論理的誤謬の変種であり、相手の議論を直接反駁したり反証したりすることなく、偽善を非難することで相手の信用を失墜させようとする手法である。これは特にソ連およびロシアのプロパガンダと関連づけられている。ソ連に対して批判が向けられた際、ソ連の返答は「～はどうなのか」（What about...）と続き、西側世界での出来事が対比として挙げられた。

## 関連事項
- 認知バイアス - 認知バイアスの一覧
- 誤謬 - 誤謬の一覧
- 詭弁
- ファクトイド
- ダブルスピーク
- スピン（プロパガンダ）
- メディア・リテラシー
- 情報操作
- ネガティブ・キャンペーン
- 誹謗中傷
- 陰謀論
- 偽情報